# Little Bollington
 (février 2025).
Si vous disposez d'ouvrages ou d'articles de référence ou si vous connaissez des sites web de qualité traitant du thème abordé ici, merci de compléter l'article en donnant les références utiles à sa vérifiabilité et en les liant à la section « Notes et références ».
Little Bollington est un village et une paroisse civile anglaise située dans le comté de Cheshire sur le Bridgewater Canal.

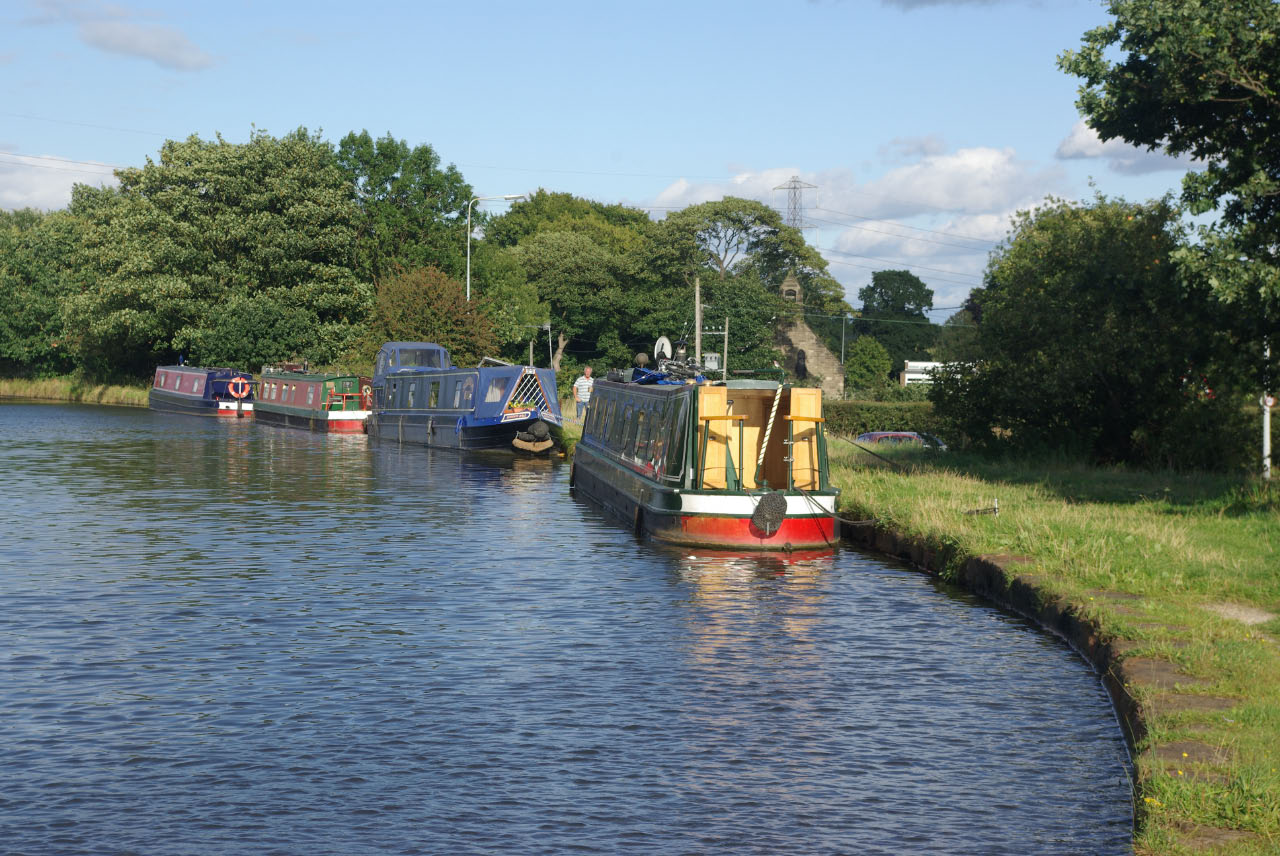
Bridgewater canal près de Little Bollington